# Sreća u nesreći
Sreća u nesreći je sedmi album hrvatskog glazbenog sastava "Vatrogasci".

## Popis pjesama
1. "Moš' si mislit'" (4:07)
  - glazba, stihovi: Tihomir Borošak
2. "Kikiriki koštice" (3:44)
  - glazba: T. Basil (Toni Basil - "Mickey", 1981.)
  - stihovi: Tihomir Borošak
3. "Karavan" (3:40)
  - glazba, stihovi: Tihomir Borošak
4. "Bajadere" (4:12)
  - glazba, stihovi: Tihomir Borošak
5. "Majko mila" (4:09)
  - glazba: B. Ulvaeus & B. Andersson (ABBA - "Mamma mia", 1975.)
  - stihovi: Tihomir Borošak
6. "Franjo il' Stipe" (3:22)
  - glazba, stihovi: Tihomir Borošak
7. "Nisam znao bolje" (4:50)
  - glazba, stihovi: Tihomir Borošak
8. "Da mi je" (4:14)
  - glazba, stihovi: Tihomir Borošak
9. "Odlazim" (4:32)
  - glazba, stihovi: Tihomir Borošak
10. "Sherlock Holmes" (2:49)
  - glazba, stihovi: Tihomir Borošak
11. "Moj dom" (3:18)
  - glazba, stihovi: Tihomir Borošak
12. "Sponzorska" (3:25)
  - glazba, stihovi: Tihomir Borošak

## Izvođači
- Tihomir Borošak-Tiho: razni instrumenti
- Mladen Martinović-Dugi: vodeći vokal

Gosti:
- Damir Šimić-Šime: solo gitara (5, 9)

## Vanjske poveznice
- Službene stranice sastava  Arhivirana inačica izvorne stranice od 22. srpnja 2010. (Wayback Machine)